# Волфганг Ернст I княз фон Изенбург-Бюдинген
Волфганг Ернст I фон Изенбург-Бюдинген (на немски: Wolfgang Ernst I von Isenburg-Büdingen; * 5 април 1686 в Бирщайн; † 15 април 1754 в Бирщайн) е от 1711 до 1754 г. граф, от 1744 г. първият княз на Изенбург и Бюдинген.
Той е син на граф Вилхелм Мориц I фон Изенбург-Бюдинген-Бирщайн (1657 – 1711) и първата му съпруга графиня Анна Амалия фон Изенбург-Бюдинген (1653 – 1700), дъщеря на граф Йохан Ернст фон Изенбург-Бюдинген и графиня Мария Шарлота фон Ербах-Ербах. Баща му се жени втори път през 1700 г. за Анна Ернестина София фон Квернхайм († 1708) и трети път през 1709 г. за графиня Вилхелмина Елизабет фон Лайнинген-Дагсбург-Фалкенбург-Хайдесхайм (1659 – 1733). Брат е на Вилхелм Мориц II (1688 – 1772), граф на Изенбург-Бюдинген-Филипсайх.
На 23 май 1744 г. Волфганг Ернст е издигнат на имперски княз на Изенбург и Бюдинген. Волфганг Ернст умира на 15 април 1754 г. на 68 години в Бирщайн, Хесен-Дармщат.

## Фамилия
Волфганг Ернст I се жени на 27 ноември 1707 г. във Вайлбург за графиня Фридерика Елизабет фон Лайнинген-Дагбург-Емихсбург (* 16 януари 1681; † 11 януари 1717), дъщеря на граф Емих XIV фон Лайнинген-Дагсбург-Емихсбург (1649 – 1684) и пфалцграфиня Елизабет Христиана фон Цвайбрюкен-Ландсберг (1656 – 1707). Те имат децата:
- Вилхелм Емих Христоф (1708 – 1741), наследствен принц, женен на 3 май 1733 г. в Бирщайн за графиня Амалия Белгика фон Изенбург-Бюдинген (1716 – 1799)
- Фридрих Ернст (1709 – 1784), женен на 25 октомври 1733 г. в Офенбах за графиня Луиза Шарлота фон Изенбург-Офенбах (1715 – 1793)
- Христиан Лудвиг (1710 – 1791), генерал в Хесен-Касел
- Карл Филип (1711 – 1723)
- Адолф Август (1713 – 1744), полковник, убит в битката при Вайсенбург, Елзас
- Йохан Казимир (1715 – 1759), полковник в Швеция, генерал-майор в Хесен-Касел, убит в битката при Берген, Ханау
- Елизабет Амалия Фридерика (1714 – 1748), омъжена на 27 декември 1738 г. в Бирщайн за граф Христиан Август фон Золмс-Лаубах (1714 – 1784)

Волфганг Ернст I се жени втори път на 27 януари 1719 г. в Мариенборн при Майнц за графиня Елизабет Шарлота фон Изенбург-Бюдинген-Мариенборн (* 7 ноември 1695; † 23 септември 1723), дъщеря на граф Карл Август фон Изенбург-Бюдинген-Мариенборн (1667 – 1725) и Анна Белгика Флорентина фон Золмс-Лаубах (1663 – 1707). Те имат две дъщери:
- Каролина Флорентина (1722 – 1738)
- Доротея Вилхелмина Албертина (1723 – 1777), омъжена на 15 август 1752 г. в Бирщайн за граф Ернст Дитрих фон Изенбург-Бюдинген (1717 – 1758)

Волфганг Ернст I се жени трети път на 22 май 1725 г. в Мариенборн за графиня Шарлота Амалия фон Изенбург-Бюдинген-Меерхолц (* 1 септември 1692; † 10 януари 1752), вдовица на граф Ернст Карл фон Изенбург-Бюдинген-Мариенборн (1691 – 1717), дъщеря на граф Георг Албрехт фон Изенбург-Бюдинген-Меерхолц (1664 – 1724) и Амалия Хенриета фон Сайн-Витгенщайн-Берлебург (1664 – 1733). Те имат децата:
- Фридрих Вилхелм (1730 – 1804), женен на 25 октомври 1776 г. в дворец Вагхойзел за графиня Каролина Франциска фон Паркщайн (1762 – 1816), дъщеря на курфюрст Карл Теодор фон Пфалц
- Шарлота Фердинанда Адолфина (1726 – 1784)
- Вилхелмина Фридерика Луиза (1728 – 1785)
- дъщеря (*/† 1729)
- Христиана Албертина Хенриета (1732 – 1736)
- Христиана Фердинанда Луиза (1737 – 1763)